# 74-й гвардейский пушечный артиллерийский полк
Не следует путать с 74-м гвардейским армейским артиллерийским полком
74-й гвардейский пушечный артиллерийский полк — воинская часть вооружённых сил СССР в Великой Отечественной войне.

## История
Полк сформирован на хуторе Корбутовка северо-восточнее города Житомира в начале 1945 года.
В составе действующей армии с 23 февраля 1945 по 11 мая 1945 года.
- О боевом пути полка смотри статью 54-я гвардейская дивизионная артиллерийская бригада
- О боевом пути полка смотри статью 99-я гвардейская стрелковая дивизия

## Подчинение
| Дата            | Фронт (округ)        | Армия                 | Корпус                             | Дивизия                             | Бригада                                             | Примечания |
| --------------- | -------------------- | --------------------- | ---------------------------------- | ----------------------------------- | --------------------------------------------------- | ---------- |
| 01.03.1945 года | 2-й Украинский фронт | 9-я гвардейская армия | 37-й гвардейский стрелковый корпус | 99-я гвардейская стрелковая дивизия | 54-я гвардейская дивизионная артиллерийская бригада | -          |
| 01.04.1945 года | 3-й Украинский фронт | 9-я гвардейская армия | 37-й гвардейский стрелковый корпус | 99-я гвардейская стрелковая дивизия | 54-я гвардейская дивизионная артиллерийская бригада | -          |
| 01.05.1945 года | 3-й Украинский фронт | 9-я гвардейская армия | 37-й гвардейский стрелковый корпус | 99-я гвардейская стрелковая дивизия | 54-я гвардейская дивизионная артиллерийская бригада | -          |

## Командиры
- |  | Информация о командирах этого воинского формирования с большой степенью вероятности является неполной. Вы можете помочь проекту, дополнив её и убрав после этого данный шаблон. (2 сентября 2013) |

## Награды
- |  | Информация о наградах и почётных наименованиях этого воинского формирования может быть неполной. Вы можете помочь проекту, дополнив её и убрав после этого данный шаблон. (2 сентября 2013) |